# Hoppborg

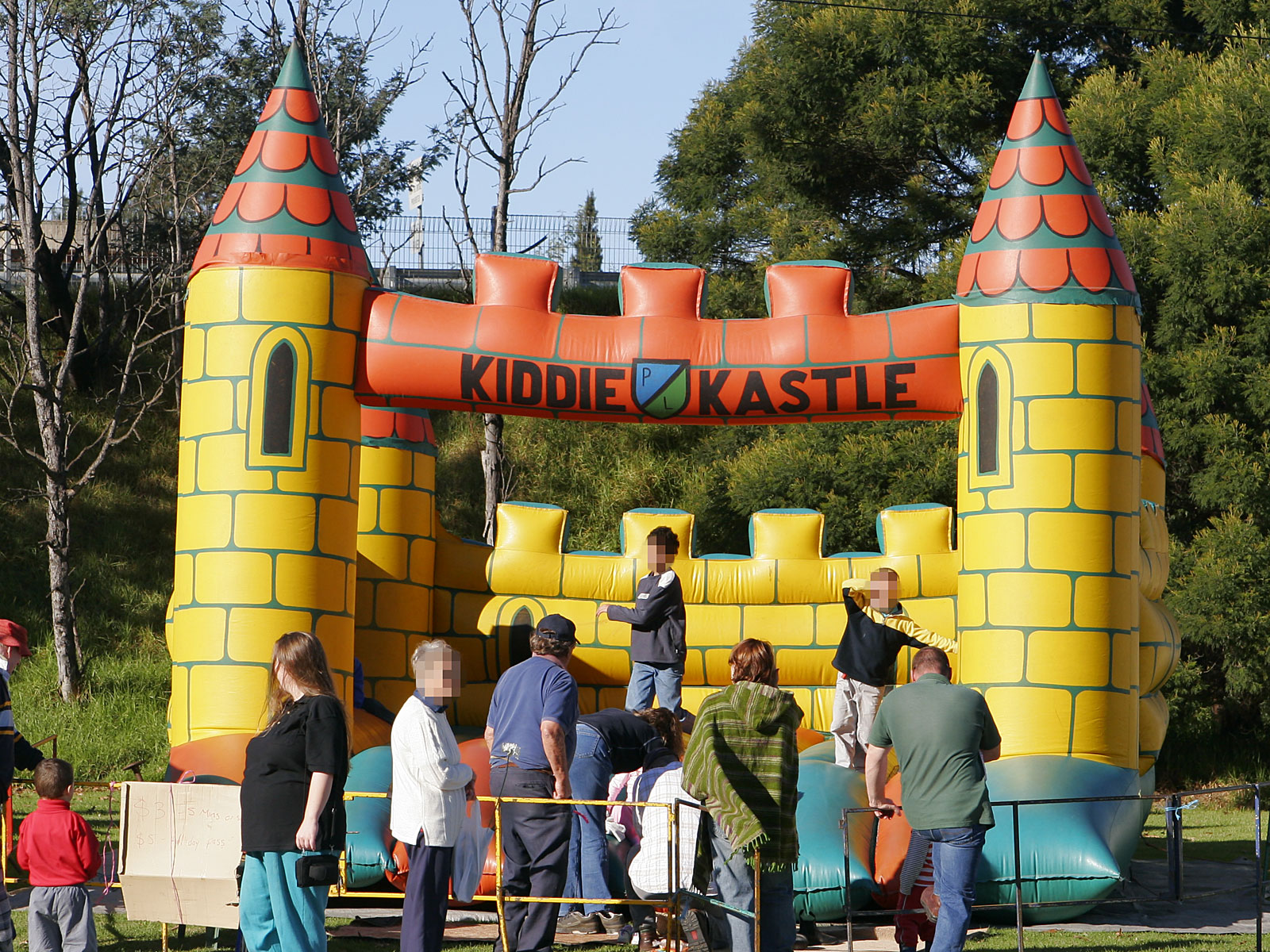
Hoppborg

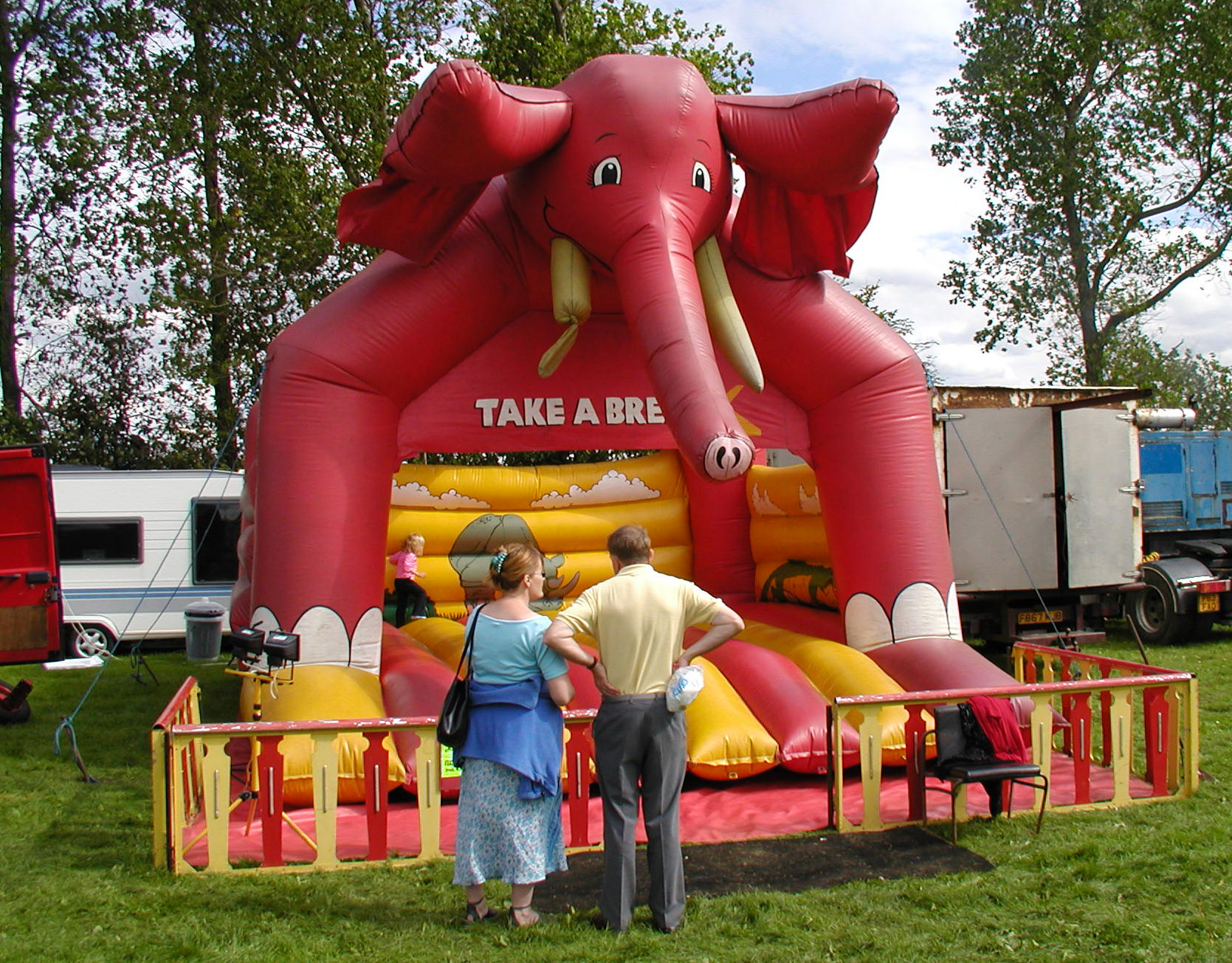
Elefantformad hoppanordning.

En hoppborg, även kallat hoppslott, är en lekanordning i form av en uppblåsbar byggnad som fylls av luft, avsedd för barn att leka i, med möjligheterna att hoppa och studsa runt i den. Namnet kommer av att den oftast är formad som en borg, men även andra former förekommer, till exempel elefant. Hoppborgar finns i olika storlekar och för såväl inomhus- som utomhusbruk. En del hoppborgar har inbyggd rutschkana eller vattenrutschkana.
Särskilda eldrivna fläktar fyller kontinuerligt på med luft i hoppborgen. Specialsömmar i hoppborgen släpper ut luft vid tyngdbelastning och på så sätt skapas studseffekten.

## Olyckor
Det har inträffat allvarliga olyckor efter att hoppborgar lyft från marken med vindens hjälp, även efter att hoppborgarna varit fastsatta i marken. I juli 2006 omkom två personer i England efter att ha kastats ut ur en svävande hoppborg. I maj 2014 skadades två barn svårt efter att en hoppborg i delstaten New York i USA steg flera meter över marken. I december 2021 dog sex barn och tre andra blev allvarligt skadade vid en olycka i Devonport i Tasmanien i Australien. Olyckan orsakades av en kraftig vind som förde hoppborgen 10 meter upp i luften, samtliga barn var i 10-årsåldern.